# Mendeley
Mendeley é uma empresa sediada em Londres, Reino Unido, que desenvolve produtos e serviços para pesquisadores acadêmicos. É conhecida principalmente por seu gerenciador de referências, usado para gerenciar, compartilhar e criar referências bibliográficas para artigos acadêmicos.

## História
O nome Mendeley foi escolhido como uma homenagem ao biólogo Gregor Mendel e ao químico Dmitri Mendeleiev.  Foi fundada em Londres, no mês de novembro de 2007, por três estudantes alemães de doutorado. Sua primeira versão pública foi lançada em 2008. Entre os investidores estiveram pessoas previamente envolvidas com o Last.fm, o Skype e a Warner Music Group, assim como acadêmicos da Universidade de Cambridge e da Universidade Johns Hopkins.

### Sucesso Inicial
Mendeley ganhou diversos prêmios em 2009, incluindo o prêmio de Startup européia do ano de 2009. Em 2012, foi um dos repositórios de acesso aberto para autoarquivamento recomendados por Peter Suber . Tal recomendação foi revogada depois que a Elsevier comprou a Mendeley. 

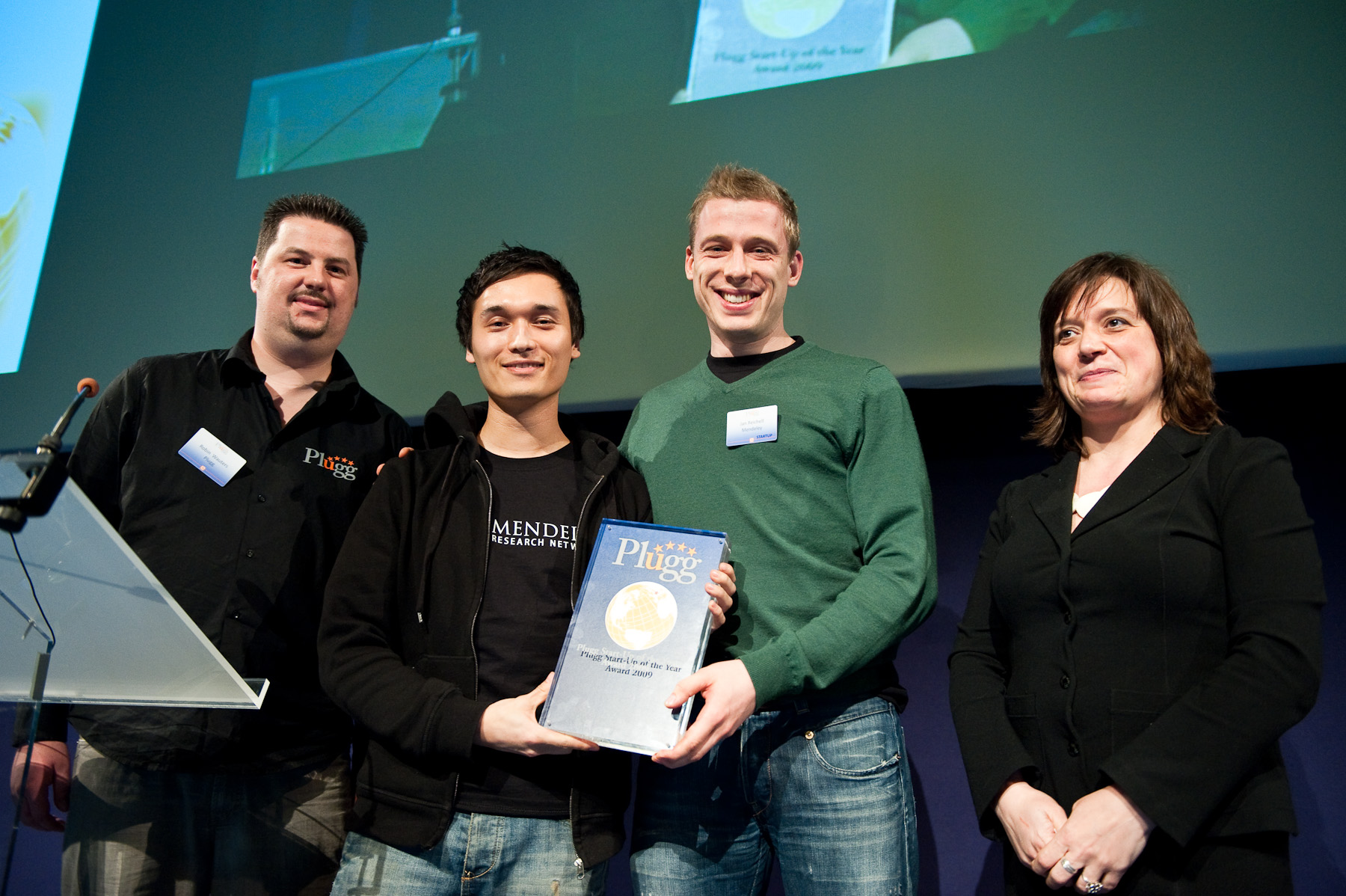
Victor Henning e Jan Reichelt recebendo o prêmio de Start-up Europeia do Ano, 2009

### Compra pela Elsevier
A Mendeley foi comprada pela Elsevier no começo de 2013. O valor do negócio foi estimado em 50 milhões de Euros.  A venda levou a um debate em redes científicas e na mídia interessada pelo acesso aberto e incomodou membros da comunidade científica, que sentiu que a aquisição da Mendeley pela Elsevier era antiética para o modelo colaborativo da Mendeley.   

### Lançamentos e descontinuações
Após a aquisição, a Mendeley criou extensões para sua linha de produtos, migrando para novas áreas enquanto continuou focando em seu gerenciador de referências. Em Setembro de 2013, a Mendeley anunciou aplicativos para iPhone e iPad. Logo depois anunciou também aplicativos para Android.   Ambos foram removidos de suas respectivos marketplaces em 15 de março de 2021.
Em janeiro de 2015, a Mendeley anunciou a aquisição do Newsflo, um serviço que gera links para a cobertura do trabalho de pesquisadores na imprensa, que foi incorporada pelo Mendeley Feed e pelo Mendeley Profile.  
Em outubro de 2016, foi lançado o Mendeley Careers, com o objetivo de ajudar pesquisadores a localizarem oportunidades de emprego. Em Agosto de 2019, o Mendeley Careers ofereceu 259 mil oportunidades de trabalho nas áreas de ciência e tecnologia. 
Em maio de 2019, Mendeley anunciou dois novos produtos: o Mendeley Gerenciador de Referências e o Mendeley Cite.  O então carro-chefe da marca, Mendeley Desktop, seria descontinuado três anos depois, em setembro de 2022, seguindo seus planos de transição para uma nova solução web; a desativação do início de sessão ficou destinada para uma data futura.

## Incidentes
Em 2018, uma atualização do Mendeley resultou na perda de PDFs e anotações nas contas de alguns usuários. A Elsevier consertou o problema para a maioria dos usuários após algumas semanas.  